# Ancín (Navarra)
Ancín oder Antzin ist ein Ort und eine Gemeinde (municipio) mit 346 Einwohnern (Stand: 2024) in der Autonomen Gemeinschaft Navarra.

## Lage und Klima
Der Ort Ancín liegt im Tal des Río Ega im äußersten Westen der Autonomen Region Navarra in einer Höhe von etwa 490 m. Gut 55 km (Fahrtstrecke) trennen den Ort von der nordwestlich gelegenen Großstadt Vitoria-Gasteiz; die Stadt Logroño ist nur ca. 44 km in südwestlicher Richtung entfernt. Das Klima ist gemäßigt bis warm; Regen (ca. 735 mm/Jahr) fällt überwiegend im Winterhalbjahr.

## Bevölkerungsentwicklung
| Jahr      | 1857 | 1900 | 1950 | 2000 | 2019 |
| Einwohner | 235  | 315  | 477  | 301  | 337  |

Die Reblauskrise im Weinbau, die zunehmende Mechanisierung der Landwirtschaft, die Aufgabe bäuerlicher Kleinbetriebe und der daraus entstandene Mangel an Arbeitsplätzen haben seit den 1950er Jahren zu einem deutlichen Rückgang der Einwohnerzahlen geführt. Zur Gemeinde gehört auch der Weiler (pedanía) Mendilibarri.

## Wirtschaft
An erster Stelle im Wirtschaftsleben der Gemeinde steht traditionell die Landwirtschaft und hier vor allem die Viehzucht (Schafe, Ziegen, Kühe). In geschützten Lagen wurden früher auch Weizen, Gerste, Wein sowie Gemüse kultiviert; später kamen Kartoffeln hinzu. Heute werden auch Ferienwohnungen (casas rurales) vermietet.

## Geschichte
Keltiberische, römische, westgotische und selbst islamisch-maurische Spuren wurden auf dem Gemeindegebiet bislang nicht entdeckt. Eine militärische Rückeroberung (reconquista) war wohl nicht vonnöten. Im 10. oder 11. Jahrhundert wurde der Platz im Rahmen der Wiederbesiedlungspolitik der navarresischen Könige (repoblación) von Christen aus dem Norden besiedelt. Im Jahr 1076 vereinte der leonesische König Alfons VI. sein Herrschaftsgebiet mit dem Königreich Kastilien und Galicien und streckte seine Fühler auch nach Navarra aus. Fortan blieb die Westgrenze Navarras noch mehrere hundert Jahre umstritten und umkämpft; dieser Zustand entspannte sich erst im Jahr 1512, als der Katholische König Ferdinand II. von Aragón den südlich der Pyrenäen gelegenen Teil Navarras eroberte.

## Sehenswürdigkeiten
Ancín / Antzin
- Die im 16. Jahrhundert erbaute, aber im 18. Jahrhundert tiefgreifend erneuerte einschiffige Iglesia de San Fausto ist dem nur in einigen Gemeinden Nordspaniens verehrten hl. Fausto Labrador geweiht.
- Die Ermita de San Román entstand im 19. Jahrhundert; sie wurde von der für die Strecke Estella-Lizarra – Vitoria zuständigen Eisenbahngesellschaft gebaut, da eine alte Kapelle für den Bau der Strecke abgerissen werden musste.
- Ein überdachter Waschplatz (lavadero) entstand etwa 100 m außerhalb des Ortes.

Mendilibarri
- Im noch etwa 25 Einwohner zählenden Weiler Mendilibarri steht die mit einem Glockengiebel (espadaña) versehene mittelalterliche Kirche San Andrés, die jedoch im 18. Jahrhundert durch Anbauten (Portikus, Sakristei) verändert wurde.
- Eine langgestreckte Viehtränke (abrevadero) steht wenige Meter außerhalb des Ortes.